# 同知
同知為中國宋明清的文官官職名，雅稱司馬、分府、二馬:288，如宋代樞密院副使稱為「同知」，作為「知樞密院事」的佐貳官；又如州府之佐官為「同知」。
在清朝之位階約為正五品，而職能通常為佐理知府之鹽政，緝捕盜匪，海防等行政事宜。通常此官職會因地制宜而設立，也會視專業加以增置。若外出駐派者，其派駐辦事處稱為「廳」。實質上即為第一副知府，位於第二副知府通判之上。
再以清代台灣為例，17世紀－19世紀設立之淡水海防同知，即是派駐於竹塹（今新竹），為掌管海防而設立的官職，且該淡水海防同知所派駐辦事處之地區，稱淡水廳。